# Организация арабских стран — экспортёров нефти
Организация арабских стран — экспортёров нефти (араб. منظمة الدول العربية المصدرة للنفط‎; сокращённо ОАПЕК, англ. OAPEC) — организация созданная нефтедобывающими державами для стабилизации цен на нефть. Членами данной организации являются страны, чья экономика во многом зависит от доходов от экспорта нефти.
ОАПЕК — постоянно действующая международная организация. В состав организации входят 11 членов: Алжир, Бахрейн, Египет, Ирак, Кувейт, Ливия, Катар, Саудовская Аравия, Сирия, Тунис и ОАЭ.

Логотип ОАПЕК.

Штаб-квартира ОАПЕК находится в Кувейте.